# ВОП-1
ВОП-1 (Віктор Йосипович Писаренко — перший) — легкомоторний літак конструкції Віктора Писаренка, перший радянський вільнонесучий моноплан, що вдало літав.
Літак було побудовано в майстернях  Качинської авіашколи у 1923 р., за активної участі учнів цієї школи. Матеріалом для конструкції служили підручні матеріали і частини старих літаків. Перший політ був виконаний самим конструктором 27 листопада 1923 р. У січні 1924 р. ВОП-1 був перевезений до  Москви, де на ньому були виконані сотні польотів.

## Конструкція
ВОП-1 був вільнонесучим монопланом дерев'яної конструкції. Нероз'ємне  крило мало  профіль який був розроблений Писаренко самостійно. Двигун «Анзані» мав потужність усього 35 к.с.

## Характеристики
Основні характеристики
- Екіпаж: 1 чолвіка
- Довжина:
- Висота:
- Розмах крила: 7,5 м

- Площа крила: 10,0
- Крило у плані: розробив Писаренко
- Максимальна злітна маса: 322 кг
- Силова установка: 1 × Поршневий «Анзані»  35 к.с. ( )

Льотні характеристики